# マインドフルネスストレス低減法
マインドフルネスストレス低減法（マインドフルネスストレスていげんほう、英:Mindfulness-based stress reduction:MBSR）は、認知療法の枠組みに瞑想を統合した技法であり、仏教的な実践であるマインドフルネス（念）を中心としている。1970年代に、生物学者であり心理学者であるジョン・カバット・ジンが特に痛みの緩和のために開発した。心的過程を「脱中心化」し、とらわれずに、穏やかにただ観察する。起源は仏教にあるが、宗教的問題の解決ではなく、心身の健康に応用した。
1990年代には、後にうつ病の治療のためにマインドフルネス認知療法（MBCT）へと展開した。MBSRが身体のストレスであるがん、慢性疼痛、心臓病や線維筋痛症に焦点を当てているのに対し、MBCTはうつ病、不安、燃え尽き、摂食障害といった認知に焦点を当てている。危険な副作用を持っている可能性は低く、教育、妊娠中、刑務所などで使用されている。
2014年には『タイム』誌が「マインドフルの革命」と題した記事を載せ、このマインドフルネスストレス低減法を含めたマインドフルネスの技法への注目が集まっていることを記している。

## 歴史
生き方としてのマインドフルネスは（仏教の）2500年の伝統に遡る。
1960年代にはベトナムの仏教僧ティク・ナット・ハンが、アメリカでマインドフルネス（念）による瞑想を普及した。
1970年代初頭、ジョン・カバット・ジンはマサチューセッツ工科大学（MIT）にて分子生物学の博士号を取得したが、禅の師による瞑想についての講義に参加して感動し、その日に瞑想をはじめた。カバット・ジンが2012年に日本に訪れた際、基本理念は道元禅師の曹洞宗だとはっきりと言っている。
ジョン・カバット・ジンは、マサチューセッツ大学医学部にて解剖学と細胞生物学を教えていたが、1979年には、その医学部内にストレス低減・クリニックにて、慢性の痛みを持つ患者を対象としたCenter for Mindfulness Programを開設する。このCenterはThe Center for Mindfulness in Medicine, Health care, and Societyと改称され、Saki F. Santorelliが引き継いでいる。
1990年代には、ツインデル・シーガル、マーク・ウィリアムズ、ジョン・D・ティーズディールらによって、うつ病の治療のためのマインドフルネス認知療法（MBCT）へと発展した。
またヘイズらは、受容に焦点を置いたアクセプタンス&コミットメント・セラピーを提唱している。
2007年には、マインドフルネスや瞑想の研究にアメリカ国立衛生研究所（NIH）がこの分野に注目し、研究への出資を開始した。2003年に、マインドフルネスを対象として科学雑誌に掲載された論文は52であったが、2012年には477までになった。2014年までの5年間でNIHは50ほどの研究に出資したが、半分はマインドフルネスストレス低減法単独の研究である。
Wisdom2.0とは、2009年に開始された技術的リーダーのためのマインドフルネスの年次集会だが、参加者には、カバット・ジンだけでなくTwitter、Instagram、Facebookの役員も参列している。一方でGoogleは社内にマインドフルネスのプログラムを持っている。
1000人以上の認定MBSRインストラクターが居て、アメリカほぼすべての州と30カ国以上にて技術を教えている。
2013年12月には日本マインドフルネス学会が発足した。

## 有効性
2014年までには、マインドフルネスを使った技法を対象とした100以上のランダム化比較試験が蓄積されている。
マインドフルネスストレス低減法（MBSR）は、カバット・ジンによって1980年代より研究が蓄積されてきたが、1990年代よりその数は増してきた。カバット・ジンによる慢性疼痛患者の研究では薬の使用が減った。
マインドフルネスストレス低減法（MBSR）が、身体のストレスであるがん、慢性疼痛、心臓病や線維筋痛症に焦点を当てているのに対し、マインドフルネス認知療法（MBCT）はうつ病、不安、燃え尽き、摂食障害といった認知に焦点を当てている。2015年の研究ではシステマティックレビューを探索し、MBSRとMBCTとは、がん、心血管疾患、慢性疼痛、うつ病、不安障害の心身の両方の症状を緩和する証拠が得られた。
危険な副作用を持っている可能性は低く、教育、妊娠中、刑務所などで使用されている。
統合失調症では、症状の重症度、心理社会的機能、病気や治療への洞察、再入院期間の改善が見られた。

## セルフヘルプ
瞑想であるため自助的に実践することもできる。
ジョン・カバットジンによる『4枚組のCDで実践するマインドフルネス瞑想ガイド』(CD音声：甲斐田裕子)や、他の者による『マインドフルネス・ストレス低減法ワークブック』が日本でも出版されている。

## 関連文献
- 「マインドフルネスストレス低減法」ジョン カバットジン  春木 豊 (翻訳)   2007/09　北大路書房
- 「Mindfulness in the Modern World」 How Do I Make Meditation Part of Everyday Life? Osho　2014/04　Griffin
- 「死にゆく人と共にあること」 マインドフルネスによる終末期ケア J・ハリファックス  井上 ウィマラ[監訳] (翻訳) 中川 吉晴 (翻訳) 浦崎 雅代 (翻訳), 2015/4　春秋社
- 「グーグルのマインドフルネス革命」―グーグル社員5万人の「10人に1人」が実践する最先端のプラクティス サンガ編集部　2015/5/25
- 「マインドフルネス最前線」 瞑想する哲学者、仏教僧、宗教人類学者、医師を訪ねて探る、マインドフルネスとは何か? 香山リカ  永井均  アルボムッレ・スマナサーラ  永沢哲 2015/10　サンガ新書
- 「幸福になりたいなら幸福になろうとしてはいけない」 マインドフルネスから生まれた心理療法ACT入門 ラス ハリス  岩下 慶一 (翻訳) 2015/12筑摩書房
- 「心に静寂をつくる練習」グーグル本社が本気で取り組む、「立ち止まる習慣」吉田 典生 (著) 2016/06　WAVE出版
- 「Tarzan(ターザン)」 2016年 7月14日号 自律神経 チューニング術、マインドフルネス入門　マガジンハウス 2016/6
- 「図解 マインドフルネス」　しなやかな心と脳を育てる ケン ヴェルニ   中野 信子(翻訳) 2016/06　医道の日本社
- 「スタンフォード大学 マインドフルネス教室」スティーヴン・マーフィ重松  坂井 純子 (翻訳) (2016/06 講談社